# Saint Kitts och Nevis damlandslag i volleyboll
Saint Kitts och Nevis damlandslag i volleyboll representerar Saint Kitts och Nevis i volleyboll på damsidan. Laget deltog i Karibiska mästerskapet 1993 samt har kvalspelat till VM vid flera tillfällen, men utan att lyckas kvalificera sig för turneringen.

### Fotnoter
1. ↑  Todor Krastev. ”Women Volleyball III Caribbean Championship 1993 Trinidad Tobago - Winner Barbados” (på engelska). http://www.todor66.com/volleyball/Norceca/Women_Caribbean_1993.html. Läst 10 mars 2024.
2. ↑  ”NORCECA - Pool A   -   Marigot, Saint-Martin” (på engelska). Fédération Internationale de Volleyball. http://www.fivb.org/EN/Volleyball/Competitions/WorldChampionships/2010/Women/Rounds/?Tourn=WQ10NO-A. Läst 9 april 2024.
3. ↑  ”St. Kitts. Women 2014 World Championship Qualification” (på engelska). North, Central America and Caribbean Volleyball Confederation. https://norceca.net/2012%20Events/2014/Saint%20K.%20World%20Championship%20Qualifier/St.%20Kitts.%20Women%202014%20World%20Championship%20Qualification.htm. Läst 10 april 2024.
4. ↑  ”Group-C - French St. Martin” (på engelska). North, Central America and Caribbean Volleyball Confederation. https://norceca.net/2016%20Events/2018%20FIVB%20WC/Tournaments/ECVA/Women/WWCQT-Group-C-FSM/Group-C%20-%20French%20St.%20Martin.htm. Läst 10 april 2024.
5. ↑  Senaste tillfället då någon kontrollerade att de inmatade tabelluppgifterna stämmer. Uppgifter kan ha matats in senare utan att kontrolleras av någon annan